# 米田信夫
米田 信夫（よねだ のぶお、1930年3月28日 - 1996年4月22日）は、日本の数学者、計算機科学者。
1961年東京大学で理学博士号を取得した。博士論文の題は「On ext and exact sequences」。 
圏論における米田の補題に名を残している。コラッツの問題とも長く関わり、当時は米田の予想と呼ばれていた。
情報工学では、ALGOLに関する業績で知られている。